# بيز كواتيرفالس
بيز كواتيرفالس (بالإنجليزية: Piz Quattervals)‏ هو أحد جبال سلسلة جبال الألب ليفينغو ويقع في كانتون غراوبوندن في سويسرا. يحتل المرتبة رقم 155 في قائمة جبال سويسرا من حيث الارتفاع، إذ يبلغ ارتفاعه حوالي 3165 متر، بينما يبلغ ارتفاع نتوء الجبل 471 متر، هذا وقد سجل أول وصول لقمة الجبل عام 1848.